# Manuel José Proaño
Manuel José Proaño Vega (1835 en Quito, Ecuador - 1916 en Quito, Ecuador) fue un filósofo, escolástico que defendió el gobierno ultramontano y la consagración de Ecuador al Sagrado Corazón. Su figura fue muy influyente en la segunda mitad del siglo XIX y sería junto a Julio Matovelle uno de los principales defensores del catolicismo como religión oficial en Ecuador. Destacaría como filósofo escolástico donde desarrollaría una metafísica a partir de la cual fundamentaría la forma de gobierno basada en la ética y el derecho natural. Fue además un destacado miembro de la Academia Ecuatoriana de la Lengua.

## Biografía

### Primeros años y expulsión de los jesuitas
Manuel José Proaño nació en Quito en 1835. Estudiaría en la Universidad Central, donde se graduó con el título de Maestro en Filosofía en el año de 1850. Después de esto dedicaría sus esfuerzos al estudio del Derecho, pero en 1852 cambiaría por completo su vida e ingresaría como novicio en la Compañía de Jesús. Sin embargo su vida se vería interrumpida ya que en el gobierno de José María Urbina se expulsaría a los jesuitas lo que le obligaría a abandonar el Ecuador. En su exilio terminaría en Guatemala, donde estudió y enseñó filosofía eclesiástica. Después gracias a sus dotes pedagógicos viajaría a Perú y Bolivia como profesor.

### Estudios e inicios de su carrera
Después se estableció en Bogotá en 1860 donde se dedicaría asimismo a la enseñanza donde sería profesor de Miguel Antonio Caro y lo influenciaría con su profundo humanismo. Su proceso de ordenamiento sacerdotal concluiría finalmente en 1864. Posterior a esto regresaría a Quito durante el primer mandato de Gabriel García Moreno, quien colaboraría de cerca con los jesuitas. En este momento empezaría a destacar como intelectual y orador, destacando al dirigir una Academia Literaria. Participó en la dirección de grupos religiosos y actividades literarias. Además era bueno con los idiomas por lo que tradujo versos del latín de Horacio y promovió la educación jesuita en el país, teniendo como norte el humanismo. Sus poesías se editarían y publicarían como parte de la Antología Ecuatoriana. Era tutor de varios grupos de jóvenes que pertenecían a la clase alta de la sociedad quiteña. Con ellos buscaba formar a los caballeros de la Congregación de la Inmaculada, que formarían parte importante dentro del proceso de la consagración de Ecuador al Sagrado Corazón.

### Consagración de Ecuador al Sagrado Corazón de Jesus

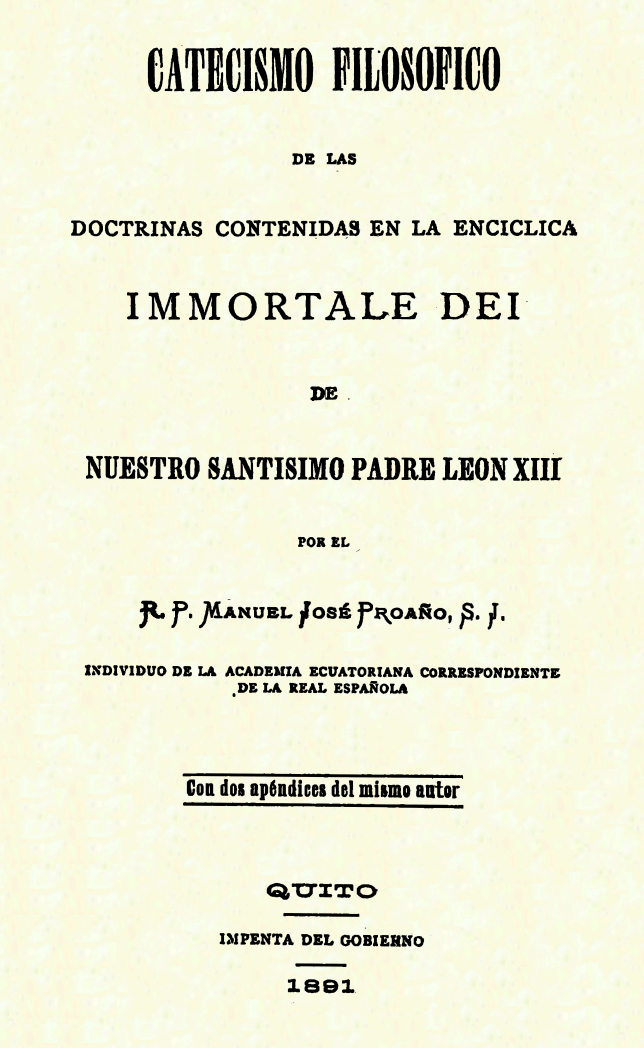
Catecismo filosófico

Durante el segundo mandato de García Moreno, Proaño se unió a los jesuitas nacionales en oposición a los jesuitas alemanes que llegaron al país con la Escuela Politécnica Nacional, argumentando que sus enseñanzas se apartaban de la teología. En medio de esta oposición el jesuita Theodor Wolf sufriría denuncias por enseñar la teoría de la evolución darwinista. Desde Riobamba, sugirió la consagración del Ecuador al Sagrado Corazón de Jesús, en 1873, logrando que el III Concilio Provincial Quitense la aprobara. Proaño ejerció una gran influencia sobre García Moreno desde 1869, y fue un colaborador cercano del filósofo y jurista italiano, el padre Enrique Terenziani. La consagración se oficializó en 1874, con un cuadro pintado por Rafael Salas que personalizaba el símbolo, asociándolo al proyecto político de García Moreno. La ceremonia, masiva y llena de fervor, convirtió un antiguo icono cristiano en un símbolo nacional, buscando consolidar la identidad y el proyecto político del presidente. La campaña electoral, liderada por la intelectualidad garciana, de la cual Proaño formaba parte, así como su hermano Eloy Proaño quien sería secretario de García Moreno, utilizó esta simbología para fortalecer la imagen de García Moreno como garante de la nación, en un intento de afirmar su continuidad en el poder. Además sería elegido promotor de la construcción de la Basílica del Voto Nacional. En este contexto, García Moreno fue reelegido por otros seis años, sin embargo no terminaría de cumplir su periodo porque sería asesinado en 1875, lo que marcaría el inicio del cambio en la situación de Proaño.
Ante esto, sin embargo, dedicaría una oración fúnebre que buscaba recordar en los mejores términos:

Gabriel García Moreno! Hé aquí el nombre! Señores, el pueblo ecuatoriano, el verdadero pueblo ecuatoriano, amó, ama y amará á García Moreno cien veces más que le odiaron y odian todos sus enemigos juntos, incluso el mismo infierno. ¿Y habrá alguno entre vosotros que le impute esto á delito? ¿Quién es?... Ninguno! Retratados miro en todos vuestros semblantes una tristeza profunda y un dolor sublime. ¡Grande gloria del pueblo ecuatoriano llorar sin fin y sin consuelo el parricidio horrendo de que, diez años hace, fué víctima su Jefe, su Regenerador, su Bienhechor, su Padre!
Manuel J. Proaño - Oración fúnebre pronunciada en las exequias que se celebraron el 6 de agosto de 1885, décimo aniversario de la muerte de García Moreno, en la Iglesia de la Compañía de Jesús.

### Neoescolasticismo

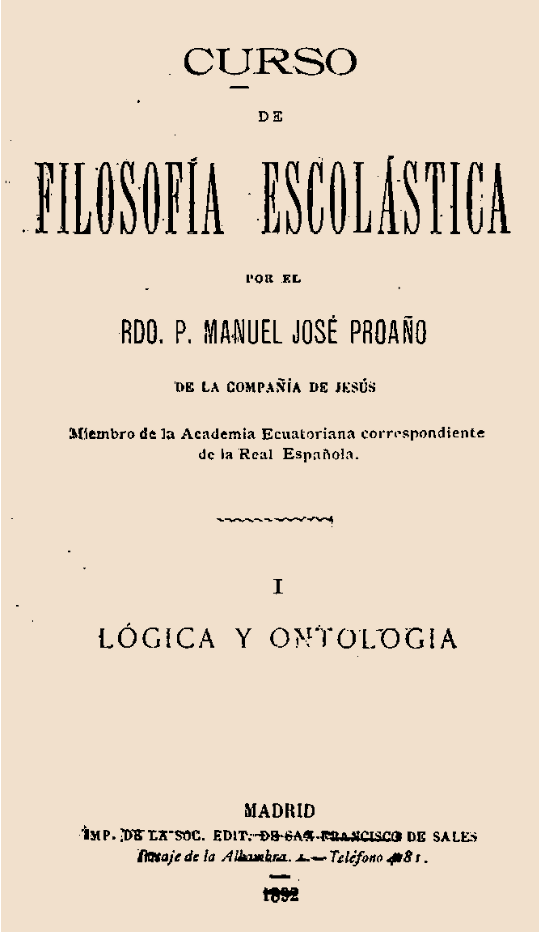
Filosofía Escolástica

En los años posteriores Proaño continuó su labor doctrinal y publicó varios escritos religiosos y filosóficos. Además sería uno de los primeros miembros de la Academia Ecuatoriana de la Lengua.En 1886 pronunció discursos en defensa del catolicismo y en oposición a los liberales, defendiendo la idea de que la palabra alejada de las enseñanzas de la Iglesia conduce a la corrupción. Escribiría además "La poesía en la fe", discurso que sería tomado por Quintiliano Sánchez al incorporarse a la Academia en 1887. También polemizó con intelectuales que promovían el pensamiento científico y el modernismo, entre ellos el más destacado fue Juan Montalvo a quien Proaño intentaría censurar sus Siete Tratados.
Durante la década de 1890 publicó varios libros importantes como su "Catecismo de filosofía" y el "Curso de filosofía escolástica", en las que defendía un pensamiento neotomista que renovaría la escolástica frente a las nuevas corrientes filosóficas que se estaban impulsando, especialmente el idealismo krausista abanderado por José Peralta, a quien refutaría en su segundo libro como parte de la disputación acerca del panteismo, afirmando la simplicidad, infinitud y unidad de Dios.Su sistema filosófico tardó treinta años en escribirlo, después de lo cual sería encargado por la Compañía de Jesús para enseñarlo en Centroamérica, Colombia y Ecuador.
Proaño defendió la publicación de un sistema escolástico a partir de la afirmación de San Agustin de que la verdad, como Dios que es su principio y fuente, es una hermosura siempre antigua y siempre nueva. De esta manera tomaría la esencia de los antiguos escritos y los renovaría creando una nueva escolástica, escribiendola en español en lugar de latín.

Porque la verdad es siempre antigua en el fondo, no tenemos á mengua el ser eco fiel de las enseñanzas de nuestros mayores, desde Santo Tomás de Aquino hasta el sabio y perseverante Mateo Liberatore, á cuyos esfuerzos las escuelas católicas de nuestro siglo deberán, en gran parte, la gloriosa restauración de la Filosofía escolástica. [...] De otro lado, es un hecho que la mayor parte de las obras filosóficas de los grandes maestros están escritas en un idioma que, por perfecto, hermoso ó importante que sea, desgraciadamente es ya para casi la totalidad de los jóvenes una lengua muerta. De donde la sabiduría contenida en tantos libros es tesoro escondido que sólo puede enriquecer al muy pequeño número de los conocedores del latín. Es éste, en nuestro juicio, un grave mal; porque mientras el error y la mentira hablan con mil bocas, en cien lenguas vivas, la verdad, ahogada por la vocinglería de tantos pseudo filósofos, apenas se deja oir envuelta en acentos desconocidos de la mayor parte de los que quisieran escucharla y entenderla.
Manuel J. Proaño - Filosofía escolástica I

A esto se suma su preocupación por la prevalencia cada vez más fuerte del positivismo y el dominio de lo empírico sobre la razón y la lógica, lo que buscaría contrarrestar a través de su sistema filosófico:

Si sólo tomamos en cuenta los derechos absolutos de la verdad en su relación con el entendimiento humano, considerado en sí mismo y hecha abstracción del influjo que en él ejercen la voluntad, las pasiones, la imaginación, los sentidos, es innegable que debe predominar de un modo exclusivo la forma lógica, que es la única capaz de- satisfacer plenamente á un espíritu reflexivo, á una razón libre y desembarazada. Así lo han comprendido esos gigantes de la ciencia, como Santo Tomás de Aquino, como el eximio Francisco Suárez, como esa tan grande nube de testigos de la verdad que están sobre nosotros difundiendo sin cesar rayos sempiternos de claridad divina.
Manuel J. Proaño - Filosofía escolástica I

Viajó a España y adquirió fama de orador, aunque su influencia política disminuyó con el auge del pensamiento progresista.Tras el triunfo de la Revolución Liberal de 1895, Proaño se retiró de la vida pública, pero siguió siendo una referencia en los círculos católicos conservadores. Participó en debates teológicos, publicó estudios lexicográficos y escribió sobre temas doctrinales. Tuvo muchos méritos como orador, erudito y principalmente como filósofo. Es junto a Peralta dos de los principales filósofos que desarrollaron un sistema propio que incluye una ontología o metafísica donde que sustenta el resto de la obra. Esto le diferencia de la obra de Montalvo que se basó principalmente en ensayos, o la obra de sociólogos como Paredes y Echeverría que a pesar de desarrollar un sistema, este no sería una ontología. A esto se suma sus méritos como orador y erudito, lo que fue destacado por Aurelio Espinosa Pólit. En 1914 fue homenajeado por sus alumnos y dos años después murió en Quito a los 80 años.

## Obras

### Filosofía
- Curso de Filosofía Escolástica I, Lógica y ontología, 402 pp. 1890.
- Curso de Filosofía Escolástica II, Cosmología, psicología y teología natural, 650 pp. 1890.
- Curso de Filosofía Escolástica III, Ética y derecho natural, 606 pp. 1890.

### Literatura
- Revista Literaria de el Progreso: Contenido ofrenda de mayo, colección de poesías azuayas dedicadas a María Santísima. 36 pp. 1987
- Un trabajo académico del R. P. Manuel José Proaño S. J. o sean dos versiones, la una literal y la otra libre de una oda sáfica latina de N. Smo. P. León P. XIII a los franceses. 16 pp. 1897

- Poesías latinas del padre Manuel José Proaño. 30 pp. 1935

### Ensayos, discursos y oraciones
- Oración fúnebre pronunciada por la muerte de García Moreno. 1885.
- Discurso en favor de la Basílica del Sagrado Corazón de Jesús, La República del Sagrado Corazón, 1886
- Catecismo filosófico de las doctrinas de la Encíclica Immortale Dei de nuestro santísimo padre León XIII. 398 pp. 1891.
- La Santa Sede y el Presidente del Ecuador III. Quito, Ecuador: Imprenta del Gobierno. 1891
- Sermón predicado en la dedicación del Templo de San Alfonso M. de Ligorio en la ciudad de Riobamba y memoria de la construcción y dedicación de dicho templo. 28 pp. 1880
- Obsevaciones al diccionario de la lengua en su duodécima edición. 1891.

- Salutación de Luis Cordero a Chile y carta gratulatoria. 1910
- Al Ilmo. y Rmo. Sr. Dr. D. Pedro Rafael Gonzalez Calisto Dmo. Arzobispo de Quito. 1901.
- El Tercer Centenario de San Luis Gonzaga.  1891
- Obras poéticas y pensamientos del Señor Doctor Don Joaquín Velasco y Cobo: Apéndice por Manuel J. Proaño. 1931